# Tomoya Suzuki
Tomoya Suzuki (japanisch 鈴木 智也 Suzuki Tomoya; * 19. August 2000 in der Präfektur Saitama) ist ein japanischer Fußballspieler.

## Karriere
Suzuki erlernte das Fußballspielen in der Jugendmannschaft vom FC Tokyo. Die U23-Mannschaft des Vereins spielte in der dritten Liga, der J3 League. Bereits als Jugendspieler absolvierte er 10 Drittligaspiele.